# Mateo Tanlongo
Mateo Tanlongo (ur. 12 sierpnia 2003 w Funes) – argentyński piłkarz grający na pozycji defensywnego pomocnika w Pafos FC, do którego jest wypożyczony z Sporting CP.